# Haruka Motoyama
Haruka Motoyama (japanisch 本山 遥 Motoyama Haruka; * 5. Juni 1999 in der Präfektur Nagasaki) ist ein japanischer Fußballspieler.

## Karriere
Haruka Motoyama erlernte das Fußballspielen in der Jugendmannschaft von Vissel Kōbe sowie in der Universitätsmannschaft der Kwansei-Gakuin-Universität. Seinen ersten Profivertrag unterschrieb er am 1. Februar 2022 bei Fagiano Okayama. Der Verein aus Okayama, einer Stadt in der Präfektur Okayama auf Honshū, der Hauptinsel von Japan, spielte in der zweiten japanischen Liga, der J2 League. Sein Zweitligadebüt gab Yūdai Tanaka am 20. Februar 2022 (1. Spieltag) im Heimspiel gegen Ventforet Kofu. Hier stand er in der Startelf und wurde in der 79. Minute gegen Kōhei Kiyama ausgewechselt. Fagiano gewann das Spiel 4:1. Am Ende der Saison 2024 belegte er mit Okayama den fünften Tabellenplatz und qualifizierte sich somit zu den Aufstiegsspielen zur ersten Liga. Hier konnte man sich im Finale gegen Vegalta Sendai durchsetzen und stieg somit in die erste Liga auf. Nach dem Aufstieg verließ er den Verein und schloss sich dem Erstligisten Vissel Kōbe an.